# Joseph Anthony Zziwa
Joseph Anthony Zziwa (Mubende, 16 febbraio 1956) è un vescovo cattolico ugandese, dal 23 ottobre 2004 vescovo di Kiyinda-Mityana.

## Biografia
Joseph Anthony Zziwa è nato a Mubende il 16 febbraio 1956. La sua è una famiglia profondamente cattolica. Ha un fratello sacerdote che opera nella diocesi di Jinja e una sorella religiosa.

### Formazione e ministero sacerdotale
Il 16 novembre 1980 è stato ordinato presbitero per la diocesi di Kiyinda-Mityana. In seguito è stato docente di storia presso il seminario maggiore di St. Mgaaba dal 1980 al 1983. Nel 1984 è stato inviato in Belgio per studi. Nel 1990 ha conseguito il dottorato in teologia con specializzazione in storia della Chiesa presso l'Université catholique de Louvain. Tornato in patria è stato vicario parrocchiale a Busuubiza nel 1990 e professore di storia della Chiesa presso il seminario teologico nazionale di Ggaba e vice-rettore dello stesso dal 1990. Nel 1997 ha presieduto i lavori del secondo sinodo diocesano.

### Ministero episcopale
Il 19 novembre 2001 papa Giovanni Paolo II lo ha nominato vescovo coadiutore di Kiyinda-Mityana. Ha ricevuto l'ordinazione episcopale il 16 marzo successivo dal vescovo di Kiyinda-Mityana Joseph Mukwaya, co-consacranti il cardinale Emmanuel Wamala, arcivescovo metropolita di Kampala, e l'arcivescovo Christophe Louis Yves Georges Pierre, nunzio apostolico in Uganda. Il 23 ottobre 2004 è succeduto alla medesima sede.
Nel marzo del 2010 e nel giugno del 2018 ha compiuto la visita ad limina.
Dal 14 novembre 2018 è presidente della Conferenza episcopale dell'Uganda. Dal 2010 al 14 novembre 2018 è stato vicepresidente della stessa.

## Genealogia episcopale
La genealogia episcopale è:
- Cardinale Scipione Rebiba
- Cardinale Giulio Antonio Santori
- Cardinale Girolamo Bernerio, O.P.
- Arcivescovo Galeazzo Sanvitale
- Cardinale Ludovico Ludovisi
- Cardinale Luigi Caetani
- Cardinale Ulderico Carpegna
- Cardinale Paluzzo Paluzzi Altieri degli Albertoni
- Papa Benedetto XIII
- Papa Benedetto XIV
- Papa Clemente XIII
- Cardinale Bernardino Giraud
- Cardinale Alessandro Mattei
- Cardinale Pietro Francesco Galleffi
- Cardinale Giacomo Filippo Fransoni
- Cardinale Carlo Sacconi
- Cardinale Edward Henry Howard
- Cardinale Mariano Rampolla del Tindaro
- Cardinale Rafael Merry del Val
- Cardinale Arthur Hinsley
- Arcivescovo David Mathew
- Cardinale Laurean Rugambwa
- Cardinale Emmanuel Kiwanuka Nsubuga
- Vescovo Joseph Mukwaya
- Vescovo Joseph Anthony Zziwa